# 马克斯·卡希尼科夫斯基
马克斯·卡希尼科夫斯基（波蘭語：Maks Kaśnikowski，2003年7月6日—），波兰男子网球运动员。
截至2024年9月，卡希尼科夫斯基在ATP挑战巡回赛有2个单打冠军，在ITF男子世界网球巡回赛有4个单打和1个双打冠军。卡希尼科夫斯基代表波兰戴维斯杯代表队出战。
2023年10月，他在意大利的奥尔蒂塞网球挑战赛首次进入ATP挑战巡回赛决赛。在2024年奥埃拉什室内网球赛，他第二次打进挑战赛决赛并最终获得首个挑战赛冠军，成为波兰网球历史上第二年轻的挑战赛冠军。在2024年美国网球公开赛上他通过资格赛进入单打正赛，这是他首次亮相大满贯，在首轮输给了佩德罗·马丁内斯。